# Shirley Cruz
Shirley Iveth Cruz Traña (San José, 28 de agosto de 1985) es una exfutbolista costarricense. Previamente jugó con el París Saint-Germain y en el Olympique Lyon, con quien fue seis veces campeona de Francia, ganó dos copas de Francia y dos Champions League y fue elegida como la mejor jugadora de la liga francesa en la temporada 2012-13.
Es la primera mujer futbolista profesional de Costa Rica y es la persona centroamericana más exitosa como jugadora de fútbol profesional, siendo además, la costarricense con más anotaciones en Copas de Europa con 11 y más juegos disputados con 62.

## Trayectoria como jugadora

### Liga nacional de Costa Rica
Empezó ganando 3 medallas de oro en los Juegos Deportivos Nacionales de Costa Rica con San José y Alajuela, siendo mejor jugadora en 2001 y 2004. Un cetro de los Juegos Estudiantiles con el Colegio de Rincón Grande de Pavas en las categorías A y B.
Ganó tres títulos nacionales de la Liga Femenina antes de dar el salto a Europa y fue máxima goleadora en un torneo con UCEM Alajuela con 30 anotaciones, vuelve en 2019 para jugar con Alajuelense FF con el cual queda campeón cerrando el año.
Luego de su paso por la NSWL de los Estados Unidos, regresa a Alajuelense, donde logra el tricampeonato con Las Leonas en 2022.

### Logros y debut en la Champions League Femenina y Liga de Francia
Shirley Cruz inició su carrera en el fútbol francés en el 2006 militando para el Olympique Lyon, donde dio el salto a Europa de la mano del entrenador Fardi Bensititi, ahí ganó seis títulos de Division 1 Féminine en 2006-2007, 2007-2008, 2008-2009, 2009-2010, 2010-2011 y 2011-2012, dos títulos de Champions League en 2010-2011 y 2011-2012 y dos de la Copa francesa en 2007-2008 y 2011-2012; en 2012 pasa a jugar con el PSG, donde volvería a estar a las órdenes de Fardi Bensititi.
Ha sido nominada en 4 ocasiones consecutivas para ser elegida como jugadora del año por la Trophées UNFP du football en 2013, 2015, 2016, 2017. En 2013 fue galardonada como la mejor jugadora de la temporada 2012-13 por la FFF.
Dos Champions League Femenina de la UEFA, en 2010-2011 y 2011-2012, con el Olympique de Lyon, dos subcampeonatos de la Champions League Femenina de la UEFA, uno en 2009-2010 con el Olympique de Lyon, el otro en 2014-2015 con el Paris Saint-Germain. Debuta en la competición de la UEFA en un juego del Olympique Lyon ante el FK Slovan Duslo Šaľa (venció 12-0), el 9 de agosto de 2007, durante la primera fase de clasificación de la Champions League Femenina. Ese día, ella marcó dos goles.
Considerada una de las mejores mediocampistas del mundo según la IFFHS en 2014, 2016, 2017.

### Récord en la competición europea
Lleva 12 temporadas donde ha anotado 66 goles en 293 juegos (2007-2017).

### Estados Unidos
En 2020 pasa a jugar al OL Reign de la NWSL, nominada en 2020 entre las mejores jugadoras del mundo FIFA PRO.

## Selección nacional
Su debut con la Selección fue en 2003 contra Jamaica, en la clasificación al mundial femenino. En fases finales de torneos FIFA tiene 8 apariciones y 3 anotaciones, para un total de 2 ganes, 2 empates y 4 derrotas.
Shirley Cruz participó en su primer mundial femenino con la Selección mayor en Canadá 2015, torneo para el cual marcó 3 goles en la fase clasificatoria, llevando a Costa Rica por primera vez a un mundial mayor femenino. En el Mundial se empató 2-2 con la República de Corea, 1-1 contra la selección española y se perdió 0-1 contra Brasil, quedando eliminadas en fase de grupos. El partido contra España fue el primer partido en el que jugó 90 minutos ese año luego de una cirugía de rodilla a la que fue sometida en Francia.
El compromiso de Shirley con la Selección nacional es notable. De hecho, en 2014 recibió una sanción por parte de su club, el PSG, por viajar para jugar el premundial en una fecha no programada por FIFA sin contar con la autorización del club. La sanción consistió en una multa pero estuvo en riesgo incluso la continuidad de su contrato. Esta no es la única penalización a la que se ha enfrentado por viajar en fechas no autorizadas para jugar con la Selección.
Nominada a mejor jugadora de Concacaf en 4 oportunidades: 2013, 2014, 2015, 2016 y a Equipo Ideal en 3: 2015, 2016, 2018.
Ha sido embajadora FIFA para la Copa Mundial Femenina U-17 en Costa Rica 2014.
En 2020 fue nominada al Premio Puskás, por su anotación con la selección nacional ante Panamá durante el preolímpico de la Concacaf.

## Clubes

### Como jugadora
| Club                      | País           | Año       |
| ------------------------- | -------------- | --------- |
| Universidad de Costa Rica | Costa Rica     | 1997-1999 |
| A. D. Goicoechea          | Costa Rica     | 1999-2000 |
| Desamparados F. F.        | Costa Rica     | 2000-2002 |
| UCEM Alajuela             | Costa Rica     | 2002-2005 |
| Saprissa F. F.            | Costa Rica     | 2005      |
| Olympique Lyon            | Francia        | 2006-2012 |
| Paris Saint Germain F. C. | Francia        | 2012-2018 |
| Jiangsu Suning            | China          | 2018-2019 |
| Alajuelense F. F.         | Costa Rica     | 2019      |
| OL Reign                  | Estados Unidos | 2020      |
| Alajuelense F. F.         | Costa Rica     | 2022-2023 |

### Como segunda entrenadora
| Club                      | País    | Año       |
| ------------------------- | ------- | --------- |
| Paris Saint-Germain F. C. | Francia | 2023-2024 |

## Palmarés

### Como jugadora

#### Títulos nacionales
| Título                         | Club              | País       | Año  |
| ------------------------------ | ----------------- | ---------- | ---- |
| Primera División de Costa Rica | San José FF       | Costa Rica | 2000 |
| Primera División de Costa Rica | L. D. Alajuelense | Costa Rica | 2003 |
| Primera División de Costa Rica | L. D. Alajuelense | Costa Rica | 2004 |
| Primera División de Francia    | Olympique de Lyon | Francia    | 2007 |
| Primera División de Francia    | Olympique de Lyon | Francia    | 2008 |
| Copa de Francia                | Olympique de Lyon | Francia    | 2008 |
| Primera División de Francia    | Olympique de Lyon | Francia    | 2009 |
| Primera División de Francia    | Olympique de Lyon | Francia    | 2010 |
| Primera División de Francia    | Olympique de Lyon | Francia    | 2011 |
| Primera División de Francia    | Olympique de Lyon | Francia    | 2012 |
| Copa de Francia                | Olympique de Lyon | Francia    | 2012 |
| Regional Cup                   | Jiangsu Suning    | China      | 2018 |
| FA Cup                         | Jiangsu Suning    | China      | 2018 |
| Primera División de Costa Rica | L. D. Alajuelense | Costa Rica | 2019 |
| Supercopa de Costa Rica        | L. D. Alajuelense | Costa Rica | 2021 |
| Primera División de Costa Rica | L. D. Alajuelense | Costa Rica | 2022 |
| Primera División de Costa Rica | L. D. Alajuelense | Costa Rica | 2022 |
| Primera División de Costa Rica | L. D. Alajuelense | Costa Rica | 2023 |

#### Títulos internacionales
| Título                             | Equipo                  | Sede         | Año  |
| ---------------------------------- | ----------------------- | ------------ | ---- |
| UNCAF Sub-19                       | Selección de Costa Rica | Bandera de ? | 2002 |
| UNCAF                              | Selección de Costa Rica | Bandera de ? | 2002 |
| Liga de Campeones de la UEFA       | Olympique de Lyon       | Londres      | 2011 |
| Liga de Campeones de la UEFA       | Olympique de Lyon       | Múnich       | 2012 |
| Juegos Deportivos Centroamericanos | Selección de Costa Rica | San José     | 2013 |
| Copa Interclubes de la Uncaf       | L. D. Alajuelense       | Alajuela     | 2022 |

### Como segunda entrenadora

#### Títulos nacionales
| Título          | Club                | País    | Año  |
| --------------- | ------------------- | ------- | ---- |
| Copa de Francia | Paris Saint-Germain | Francia | 2024 |

### Distinciones individuales
| Distinción                                                          | Año        |
| ------------------------------------------------------------------- | ---------- |
| Mejor jugadora de los Juegos Deportivos Nacionales                  | 2001       |
| Mejor jugadora de UNCAF                                             | 2002       |
| Once ideal de la Copa Oro                                           | 2002       |
| Goleadora de la Primera División de Costa Rica (30 goles)           | 2003       |
| Mejor jugadora de los Juegos Deportivos Nacionales                  | 2004       |
| Mejor jugadora de Division 1 Féminine                               | 2013       |
| Equipo Ideal de Concacaf                                            | 2015, 2016 |
| Equipo Ideal de la década Concacaf (2011-2020) por IFFHS            | 2021       |
| Equipo Ideal de todos los tiempos de Concacaf (1901-2020) por IFFHS | 2021       |